# NGC 6255
NGC 6255 est une galaxie spirale barrée située dans la constellation d'Hercule. Sa vitesse par rapport au fond diffus cosmologique est de 914 ± 1 km/s, ce qui correspond à une distance de Hubble de 13,5 ± 0,9 Mpc (∼44 millions d'al). NGC 6255 a été découverte par l'astronome germano-britannique William Herschel en 1787.
La classe de luminosité de NGC 6255 est III-IV et elle présente une large raie HI. De plus, c'est une galaxie du champ, c'est-à-dire qu'elle n'appartient pas à un amas ou un groupe et qu'elle est donc gravitationnellement isolée.
En raison d'une brillance de surface égale à 14,63 mag/am2, on peut qualifier NGC 6255 de galaxie à faible brillance de surface (LSB en anglais pour low surface brightness). Les galaxies LSB sont des galaxies diffuses (D) avec une brillance de surface inférieure de moins d'une magnitude à celle du ciel nocturne ambiant.
À ce jour, quatorze mesures non basées sur le décalage vers le rouge (redshift) donnent une distance de 20,686 ± 5,199 Mpc (∼67,5 millions d'al), ce qui est à l'extérieur des valeurs de la distance de Hubble.